# 千葉県道180号松戸原木線
千葉県道180号松戸原木線（ちばけんどう180ごう まつどばらきせん）は松戸市松戸の国道6号との交点である「陣ケ前交差点」を起点とし、市川市、船橋市を経て、市川市原木の京葉道路原木インターチェンジを終点とする一般県道である。通称は「市川松戸道路」。開通後、当初は一部区間が有料道路市川松戸有料道路として運営されてきたが、2000年（平成12年）10月1日に無料化された。

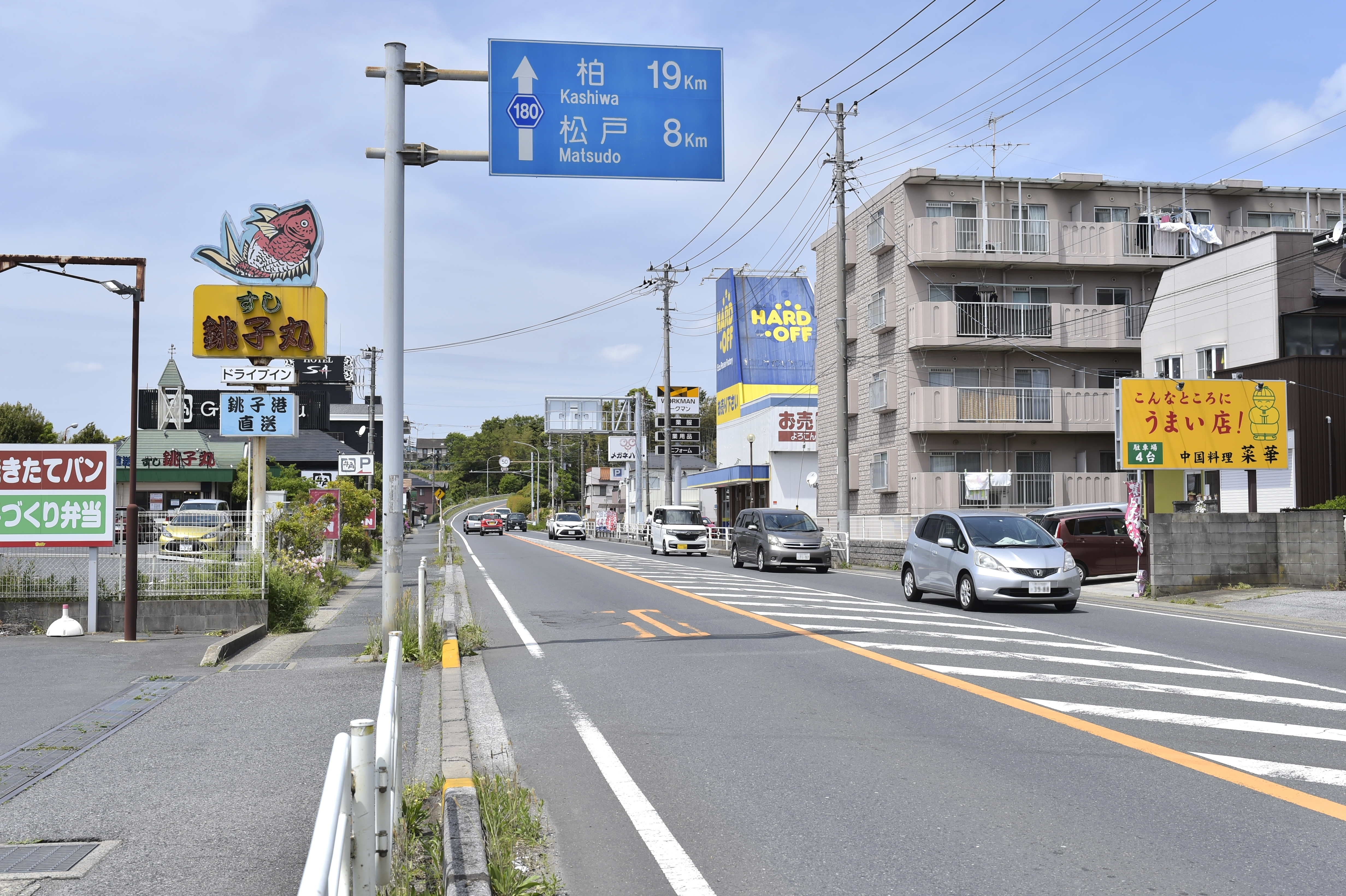
千葉県道180号松戸原木線
市川市下貝塚（2023年4月）

## 概要
千葉県北西部の松戸市と湾岸部の市川市を南北に結ぶ縦幹線道路で、松戸市松戸の国道6号・陣ヶ前交差点より分岐して南進し、木下街道の北方十字路を経て船橋市内のJR西船橋駅付近を通過し、市川市内で京葉道路原木ICに接続する。船橋市内の国道14号とは中山競馬場入口交差点で交差し、北方十字路付近の沿線には中山競馬場がある。

### 路線データ
- 起点：松戸市松戸、「陣ヶ前交差点」
- 終点：市川市原木、京葉道路原木インターチェンジ
- 総延長：*.* km（東葛飾土木事務所管内：*.* km、葛南土木事務所管内：*.* km）
- 重用延長：*.* km（東葛飾土木事務所管内：*.* km、葛南土木事務所管内：*.* km）
- 実延長：10.841 km（東葛飾土木事務所管内：5.187 km[2]、葛南土木事務所管内：5.654 km[3]）

## 路線状況
国道14号との中山競馬場入口交差点において発生している慢性的な交通渋滞や、京成本線と交差する西船跨線橋の老朽化などのため、交差点改良と跨線橋の架け替えを併せて整備する道路改良事業が1996年（平成8年）度から2015年（平成27年）度にかけて進められている。

### 通称
- 市川松戸道路

#### 旧・市川松戸有料道路
「市川松戸有料道路」時代には、「陣ヶ前交差点」より「北方十字路」（市川市若宮・中山競馬場正門脇にあたる）までが有料区間とされ、途中千葉県道51号市川柏線との接続地点付近（市川市大野町）に料金所が設置されていた。
- 1966年（昭和41年） 市川市若宮 - 同市大野町間の工事開始。
- 1968年（昭和43年）10月1日 同区間2.9 kmが開通、市川松戸有料道路として供用開始[5][6]。同年、大野町以北工事開始。
- 1971年（昭和46年） 有料道路区間全通（7.8 km）[1]。
- 2000年（平成12年）10月1日　無料開放。

### 重複区間
- 千葉県道283号若宮西船市川線（市川市二俣 - 市川市若宮、「北方十字路」）
- 千葉県道179号船橋行徳線（市川市二俣 - 市川市原木、京葉道路原木IC）

### 道路施設
- 国分川橋（国分川、松戸市大橋 - 同市秋山）
- 高塚高架橋（千葉県道51号市川柏線、松戸市高塚新田 - 市川市大野町・下貝塚）
- 警察路側 大橋局（松戸市大橋 - 松戸市松戸）※2019年11月頃放送終了・免許失効。

## 地理

### 通過する自治体
- 千葉県
  - 松戸市 - 市川市 - 船橋市

### 交差する道路

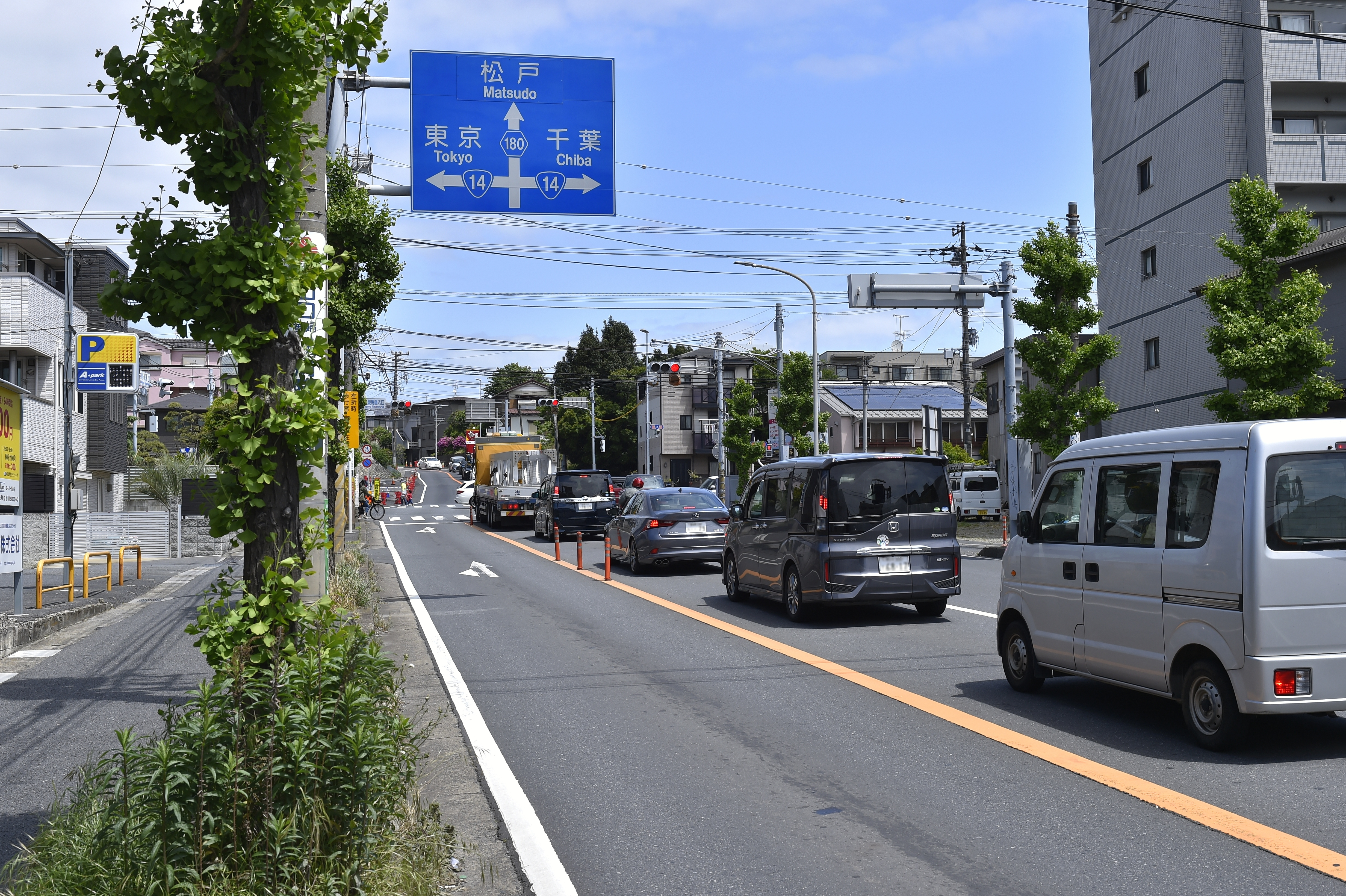
船橋市西船の国道14号交点（2023年4月）

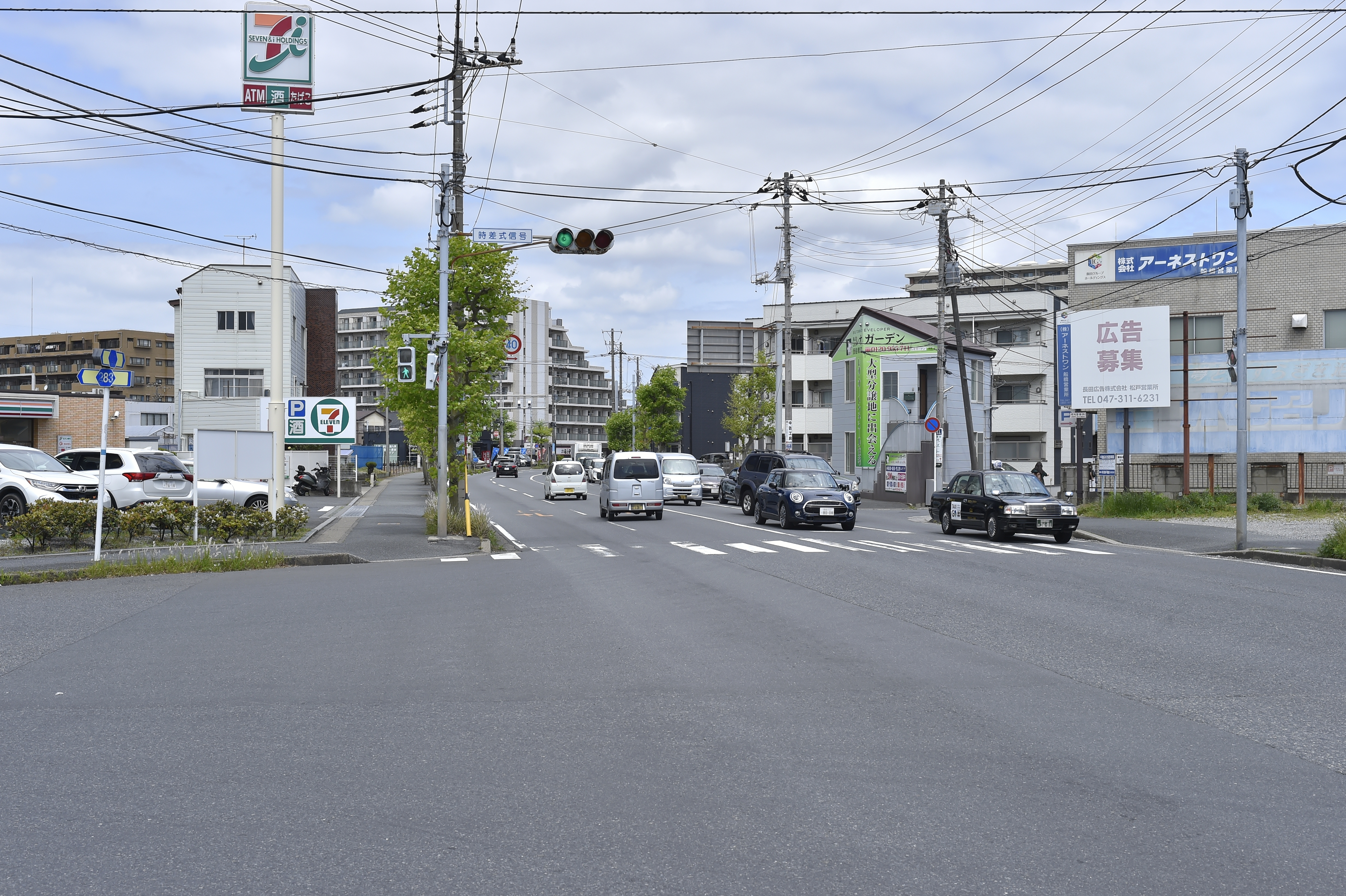
市川市二俣の千葉県道283号交点（2023年4月）

- 国道6号（松戸市松戸、「陣ヶ前交差点」、起点）
- 国道464号（松戸市松戸、「西美野交差点」）
- 千葉県道51号市川柏線（松戸市高塚新田）
- 千葉県道59号市川印西線（市川市若宮、「北方十字路」交差点）
- 国道14号（船橋市西船、「中山競馬場入口」交差点）
- 千葉県道283号若宮西船市川線（市川市二俣）
- 千葉県道179号船橋行徳線（市川市二俣）
- 京葉道路（市川市原木、終点）

### 沿線
- 北国分駅 - 北総線
- 光英VERITAS中学校・高等学校
- 聖徳大学附属小学校
- 千葉県立松戸向陽高等学校
- 秋山駅 - 北総線
- 八幡神社 (松戸市高塚新田)
- 大野中央病院
- 千葉県立市川東高等学校
- 中山競馬場
- 東中山駅 - 京成本線